# Pheidole pubiventris
Pheidole pubiventris är en myrart som beskrevs av Mayr 1887. Pheidole pubiventris ingår i släktet Pheidole och familjen myror.

## Underarter
Arten delas in i följande underarter:
- P. p. cearensis
- P. p. foederalis
- P. p. impia
- P. p. nevadensis
- P. p. pubiventris
- P. p. timmii
- P. p. variegata

## Bildgalleri

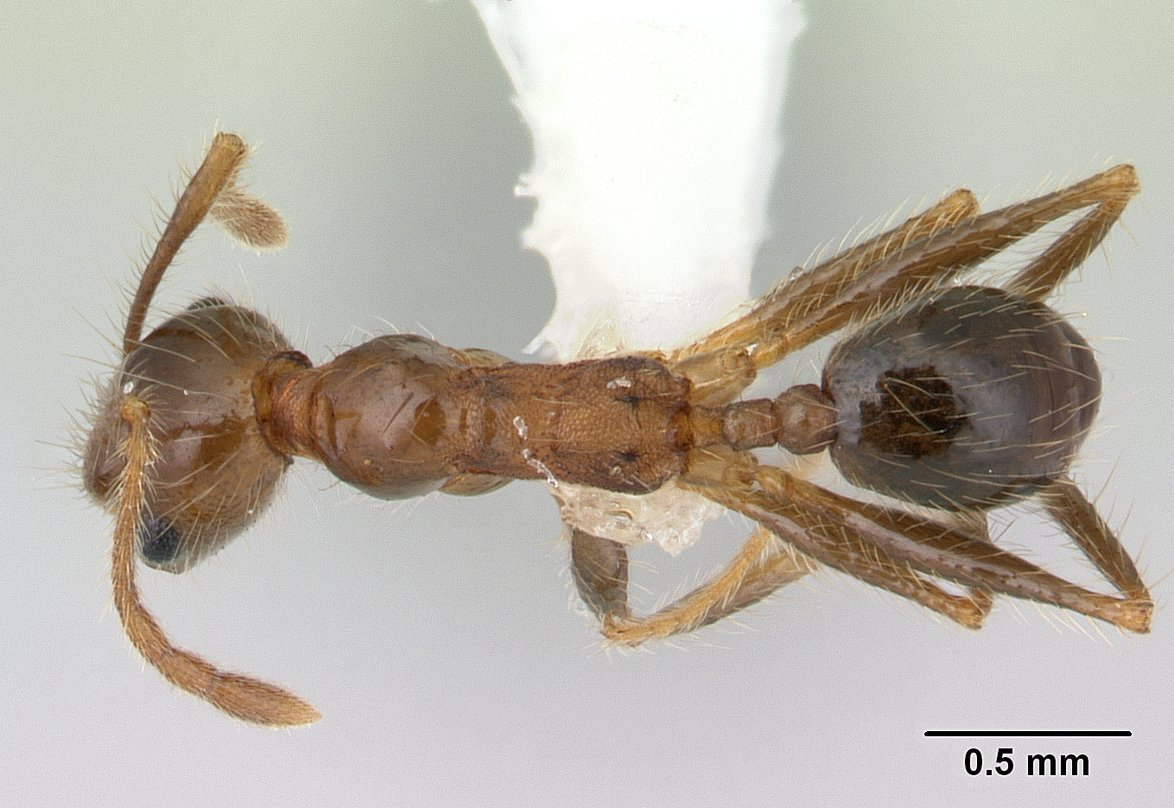
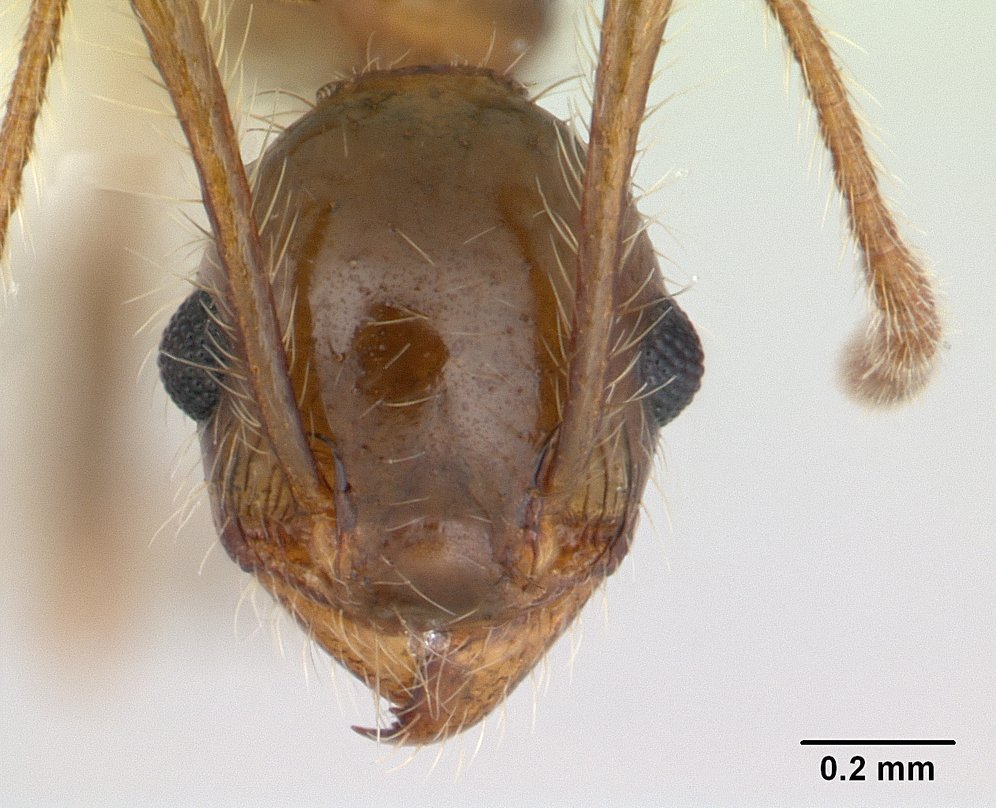
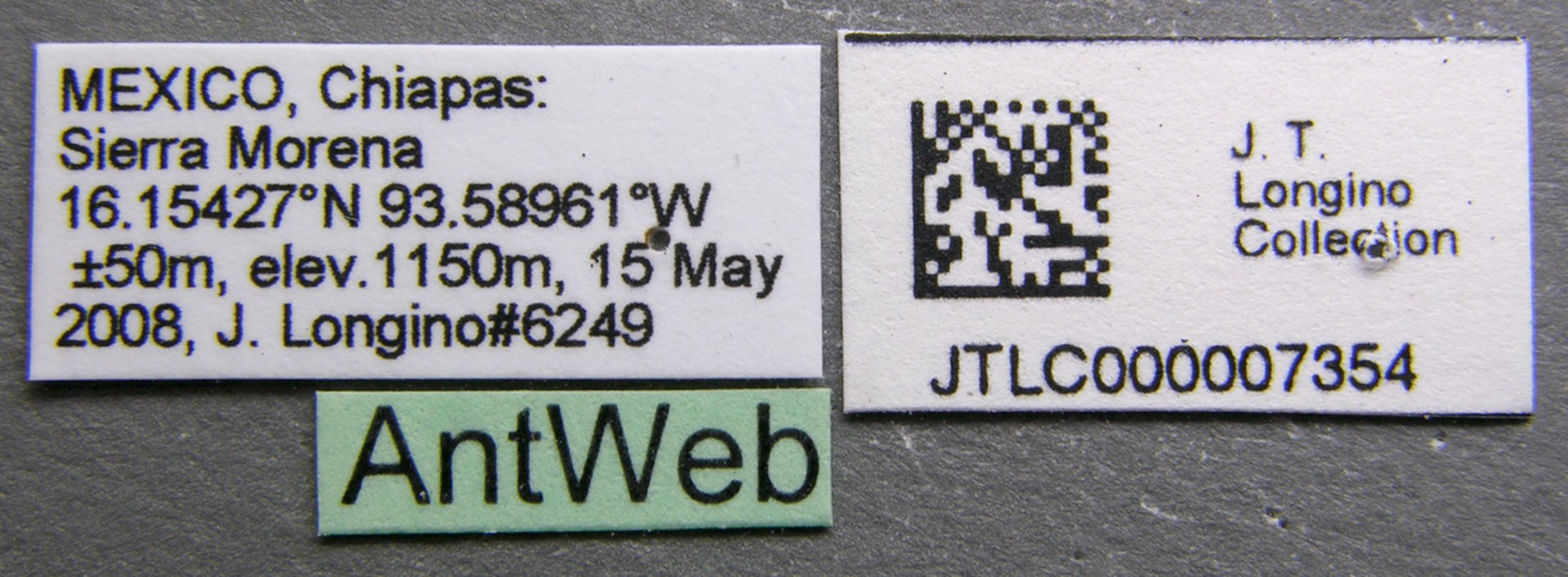
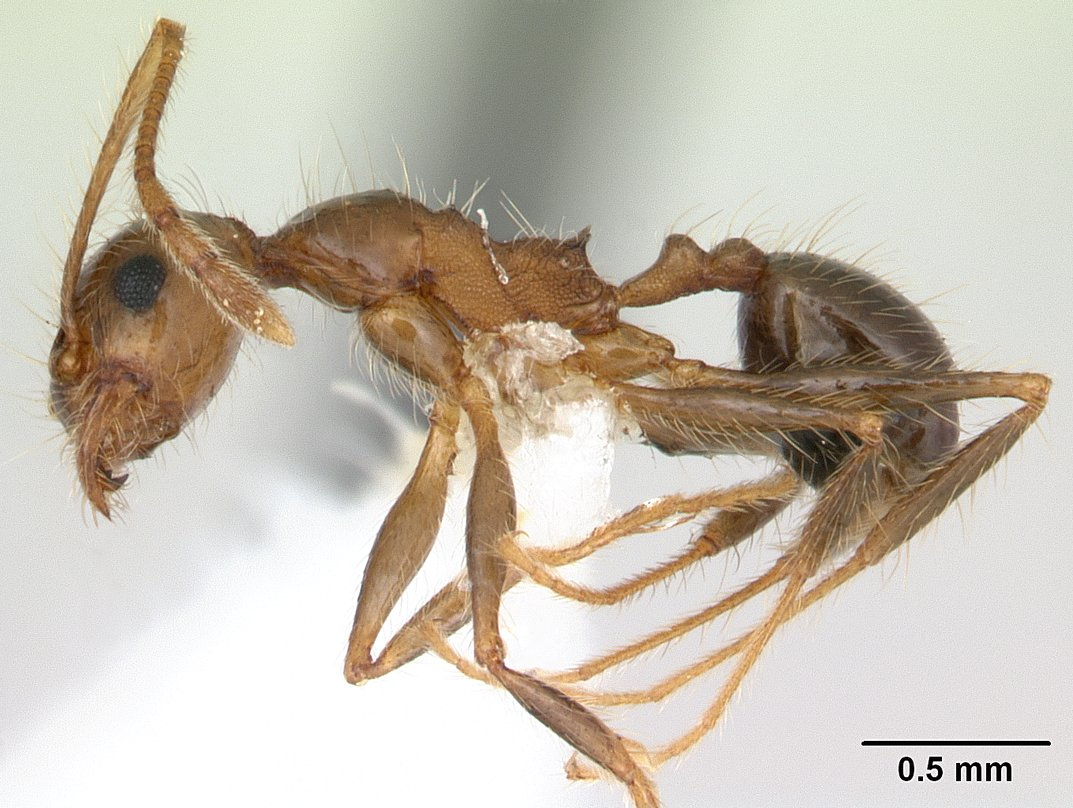
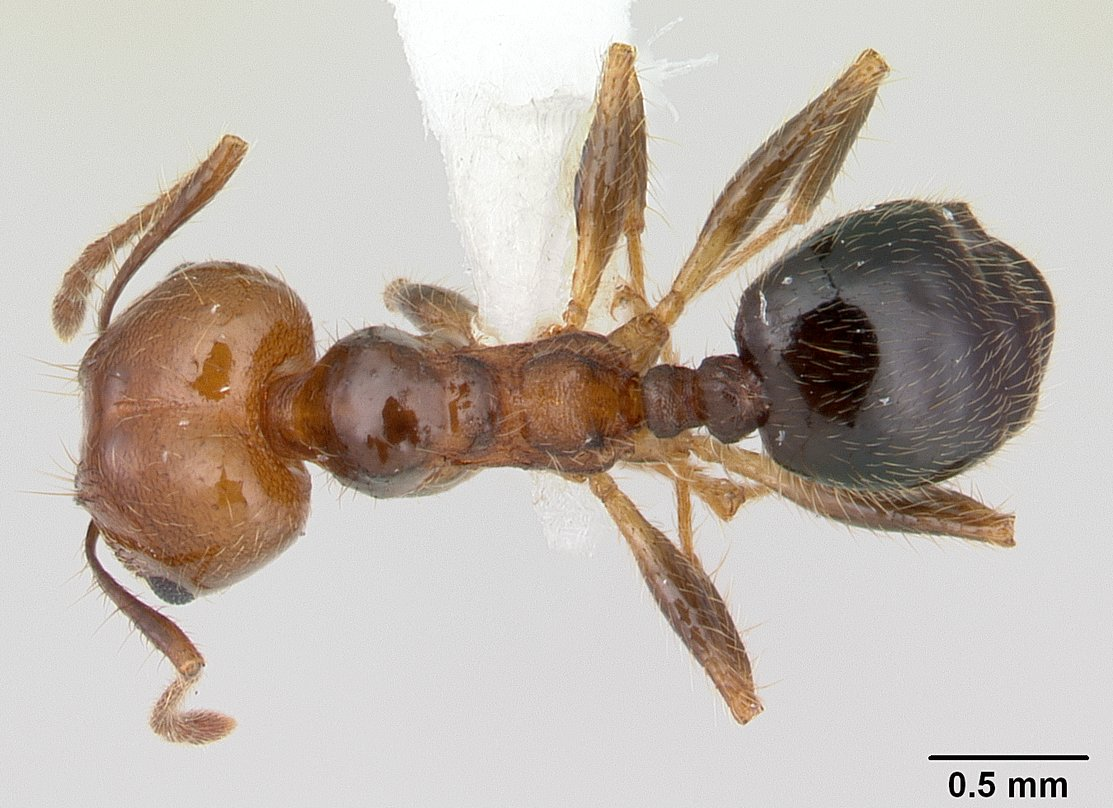
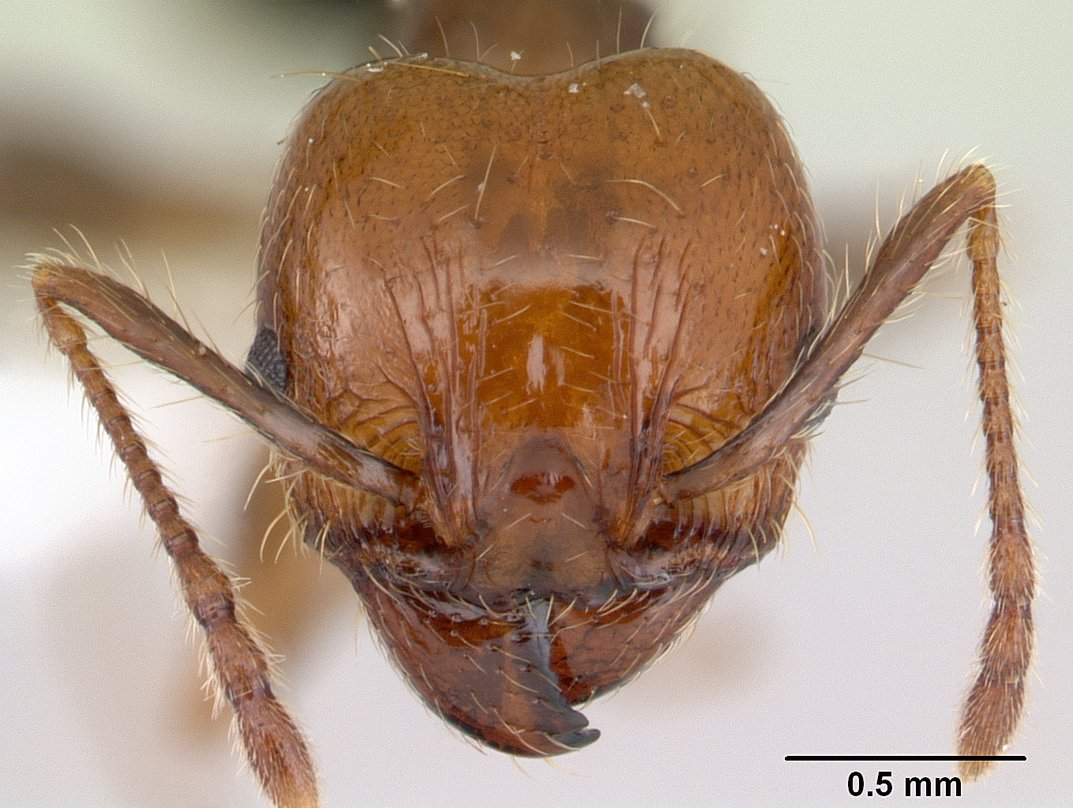